# Lista över genrer inom rockmusik
Det här är en lista över genrer utvecklade från Rock'n'roll.

## 2
- 2 Tone

## A
- Acid rock
- Afropunk
- Alternativ dance
- Alternativ metal
- Alternativ rock
- Konstpunk
- Avant-garde metal
- Avant-rock

## B
- Beat
- Bisrock
- Blackened death metal
- Black metal
- Bluesrock
- Boogaloo
- Brutal death metal

## C
- Chicano rock
- Christcore
- Coldwave
- Comedy rock
- Countryrock
- Crossover thrash
- Cuddlecore

## D
- Dansrock
- Dark cabaret
- Darkwave
- Deathcore
- Deathgrind
- Death metal
- Death 'n' roll
- Deathrock
- Doom metal

## E
- Electrisk blues
- Electrisk folk
- Electro Punk
- Emo
- Experimentell rock

## F
- Folk metal
- Folkrock
- Freakbeat
- Funkrock

## G
- Garagerock
- Glammetal
- Glamrock
- Goregrind
- Gothic metal
- Gothic rock
- Grindcore
- Groove metal
- Grunge

## H
- Hardcore
- Hatecore
- Heartland rock
- Heavy metal
- Hårdrock

## I
- Indierock
- Indierock
- Industrimetal
- Industrirock
- Instrumentell rock

## J
- Jam rock
- Jazzrock
- J-ska

## K
- Keltisk metal
- Keltisk rock
- Kristen rock
- Krautrock
- Konstrock

## L
- Lovers rock

## M
- Madchester
- Manguebeat
- Mathcore
- Math rock
- Medieval metal
- Melodisk death metal
- Melodisk hardcore
- Metalcore
- Mjukrock
- Mods

## N
- Nardcore
- Nazi punk
- Neue Deutsche Welle
- Neoklassisk metal
- Neofolk
- Neoprogg
- Neopsykedelisk musik
- New prog
- New Romantic
- New wave
- Nintendocore
- Noisecore
- Noiserock
- No Wave
- Nu-folk
- Nu metal

## O
- Ostrock

## P
- Paisley underground
- Pinoy rock
- Poprock
- Pornogrind
- Post-grunge
- Post-hardcore
- Post-metal
- Postrock
- Power metal
- Power violence
- Progressiv folkmusik
- Progressiv metal
- Progressiv rock
- Protopunk
- Psykadelisk rock
- Psych-Folk
- Psychobilly
- Punkrock

## Q
- Queercore

## R
- Raga rock
- Rapcore
- Riot Grrrl
- Rock
- Rockabilly
- Rock'n'roll
- Rock català
- Rockoson
- Rocksteady

## S
- Sadcore
- Sambarock
- Shoegazing
- Skaterock
- Skräckrock
- Sludge metal
- Southern rock
- Space rock
- Speed metal
- Stoner metal
- Stoner rock
- Surfmusik
- Surfrock
- Swamp rock
- Symphonic metal
- Symphonic rock

## T
- Technical death metal
- Thrashcore
- Thrash metal
- Trash rock
- Triprock

## U
- Unblack metal

## V
- Viking metal
- Vikingrock

## W
- Wagnerian rock

## Z
- Zeuhl